# Misja Stałego Obserwatora Stolicy Apostolskiej przy Organizacji Narodów Zjednoczonych
Misja Stałego Obserwatora Stolicy Apostolskiej przy Organizacji Narodów Zjednoczonych – misja dyplomatyczna Stolicy Apostolskiej przy Organizacji Narodów Zjednoczonych. Siedziba stałego obserwatora mieści się w Nowym Jorku. Obecnym stałym obserwatorem jest abp Bernardito Auza. Pełni on swą funkcję od 1 lipca 2014.

## Historia i status
Stolica Apostolska została stałym obserwatorem przy ONZ 6 kwietnia 1964, za pontyfikatu Pawła VI.
Na mocy przyjętej jednogłośnie rezolucji Zgromadzenia Ogólnego ONZ z dnia 1 lipca 2004 delegacja Stolicy Apostolskiej zajmuje pierwsze miejsce zaraz po krajach członkowskich, a przed wszystkimi innymi obserwatorami. Posiada sześć foteli w sali Zgromadzenia Ogólnego. Członkowie delegacji mogą zabrać głos tuż po przedstawicielach państw członkowskich. Watykańscy dyplomaci mają również prawo replikowania oraz wspólnego z krajami członkowskimi prezentowania projektów rezolucji.
Stały obserwator Stolicy Apostolskiej, jako przedstawiciel państwa nieczłonkowskiego, nie może brać udziału w głosowaniach ani wysuwać kandydatów na zgromadzeniach ogólnych tej organizacji.
Niektóre z tych praw istniały przed przyjęciem rezolucji jednak nie były oficjalnie sformułowane.

## Stali obserwatorzy
- ks. prałat Alberto Giovannetti (1964 – 1973) Włoch
- abp Giovanni Cheli (25 lipca 1973 – 18 września 1986) Włoch
- abp Renato Raffaele Martino (3 grudnia 1986 – 1 października 2002) Włoch
- abp Celestino Migliore (30 października 2002 – 30 czerwca 2010) Włoch
- abp Francis Chullikatt (17 lipca 2010 – 1 lipca 2014) Keralczyk
- abp Bernardito Auza (1 lipca 2014 – 1 października 2019) Filipińczyk
- abp Gabriele Caccia (od 2019) Włoch